# Albina Grčić
Albina Grčić (Split, 6 de febrer del 1999) és una cantant croata.

## Biografia
El 2015, Grčić va participar en X Factor Adria, una caça de talent per països de l'antiga Iugoslàvia. Va passar les audicions, però després es va retirar de la competició. Al final del 2019 va aparèixer en la versió croata de The Voice, on va acabar en tercer lloc. Al principi del 2021 va guanyar Dora, la preselecció croata pel Festival de la Cançó d'Eurovisió. Amb la cançó Tick-Tock va representar Croàcia al Festival de la Cançó d'Eurovisió 2021, que se celebrava a la ciutat neerlandesa de Rotterdam. No va arribar a la final.